# Campsicnemus macula
Campsicnemus macula är en tvåvingeart som beskrevs av Octave Parent 1939. Campsicnemus macula ingår i släktet Campsicnemus och familjen styltflugor. Inga underarter finns listade i Catalogue of Life.